# Armazenagem agrícola no Brasil
A armazenagem agrícola no Brasil é uma das etapas da produção da agricultura do país que apresentam necessidades de investimento e ampliação, a fim de acompanhar o desenvolvimento do setor. Dentre as ações logísticas da produção, a capacidade de armazenagem brasileira, em 2003, era de 75% da produção de grãos.

## Importância
A armazenagem permite que os grãos sejam conservados e mantenham sua qualidade, enquanto o produtor aguarda as melhores condições de comercialização.
A despeito disto, no Brasil não há uma política para a construção de silos e armazéns nas propriedades rurais: estas possuem somente 11% dos silos existentes, ao passo que na Argentina o percentual é de 40%, na União Europeia de 50%, nos Estados Unidos de 65% e no Canadá chega a 80%.

## Situação atual
Com a defasagem do dólar face o Real durante os anos 2006-2009, problemas sazonais, o investimento dos produtores na construção de silos é pequena no Brasil. Isto faz com que a comercialização se dê logo após a colheita, muitas vezes com perdas pelo produtor.
O transporte das safras por via rodoviária permite comparar os caminhões a "silos sobre rodas".